# Фундуклы (река)
Фундуклы́ (также Кани́льская; укр. Фундукли, крымскотат. Fındıqlı, Фындыкълы) — маловодная река (балка) в Крыму, на территории Белогорского района, левый приток реки Зуя. Длина водотока 14,0 километров, площадь водосборного бассейна 46,5 км².

## География
Истоком Фундуклы, судя по картам, является источник «Калчуцкий фонтан», течёт общим направлением на север.
У реки, согласно справочнику «Поверхностные водные объекты Крыма», 4 безымянных притока, в труде Николая Рухлова «Обзор речных долин горной части Крыма» приводятся названия некоторых: в Верхниих Орешниках справа впадает Петровская балка, начинающаяся у села Петрово, питающаяся, в основном, двумя довольно мощными источниками, с расходом воды в устье (на начало XX века) 3460 вёдер в сутки; западнее Петрово слева впадает Соловьёвская балка с расходом воды в устье (на начало XX века) 7108 вёдер в сутки; в верховье Фундуклы Рухлов выделяет балку с источником Улан-Эли (с дебитом на август 1911 года 13360 вёдер (ок. 163 м³) в сутки) — на современных картах «Хуторская балка», как правую составляющую реки. Также описывается Канильская балка — судя по имеющейся информации — левый приток с источником Каниль, или Ханэль-Чокрак.
Водоохранная зона Фундуклы установлена в 100 м, река впадает в Зую в 29 километрах от устья, на северной окраине села Литвиненково.